# Angus Bowie
Angus M. Bowie (* 1949) ist ein britischer Altphilologe mit dem Schwerpunkt Gräzistik.
Nach dem Schulbesuch in York studierte Bowie am Emmanuel College, Cambridge. Danach war er von 1976 an am Greek Department der Universität Liverpool als lecturer angestellt. 1979 wurde er mit einer Dissertation zur poetischen Sprache der lesbischen Dichter Sappho und Alkaios in Cambridge zum Ph.D. promoviert. 1981 wechselte er an das Queen’s College, Oxford, an dem er heute Fellow and Tutor sowie Lobel Praelector in Classics ist. Er war dort zunächst von 1981 bis 1987 lang Senior Tutor und ist nunmehr auch der Fellow Librarian. Derzeit hat er auch die Leitung der Faculty of Classics inne.
Bowie arbeitet ausschließlich zur griechischen Literatur, wenngleich er auch zur lateinischen Literatur unterrichtet. Er konnte unter anderem zeigen, dass Sappho und Alkaios nicht in einem lokalen Dialekt schrieben, sondern in einer für alle Griechen verständlichen poetischen Sprache. Seine Studie zur Komödie des Aristophanes ist strukturalistisch angelegt und untersucht die Verwendung von myth and ritual. Weitere Arbeiten, darunter auch ein Kommentar, sind Herodot und seinem Bild der Perser gewidmet. Verschiedene Aufsätze behandeln auch Aspekte der griechischen Tragödie, Vergil, das Opfer, darüber hinaus nahm er federführend an einer Konferenz zur Narratologie teil. Die letzte umfangreichere Arbeit war ein Kommentar zur Odyssee.

## Schriften (Auswahl)
Monographien
- The Poetic Dialect of Sappho and Alcaeus. New York 1981.
- Aristophanes: Myth, Ritual and Comedy. Cambridge 1993. – Rez. von Ralph M. Rosen, Bryn Mawr Classical Review 94.10.11; James F. McGlew, Bryn Mawr Classical Review 94.10.10.
- Herodotus Book VIII. Cambridge 2007. – Rez. von Donald Lateiner, Bryn Mawr Classical Review 2008.07.34
- Homer: Odyssey Books XIII–XIV. Cambridge 2013. – Rez. von Robert Bostock, Bryn Mawr Classical Review 2015.02.02.

Herausgeberschaft
- Irene J. F. de Jong, René Nünlist, Angus Bowie (Hrsg.): Narrators, Narratees, and Narratives in Ancient Greek Literature. (= Studies in Ancient Greek Narrative. Volume One. = Mnemosyne Supplement 257). Brill, Leiden 2004. – Rez. von Ruth Scodel, Bryn Mawr Classical Review 2005.07.48

Artikel
- The Death of Priam: Allegory and History in the Aeneid. In: Classical Quarterly 40, 1990, Ss. 470–481.
- Greek Sacrifice: forms and functions. In: A. Powell (Hrsg.), The Greek World. London & New York 1995, Ss. 463–482.
- Tragic Filters for History: Euripides’ Supplices and Sophocles’s Philoctetes. In: C. B. R. Pelling (Hrsg.), Greek Tragedy and the Historian. Oxford 1997, 39–62.
- Athens and Delphi in Aeschylus’ Oresteia. In: Simon Goldhill, Edith Hall (Hrsg.), Sophocles and the Greek Tragic Tradition. Cambridge 2009, 208–231.